# Cueva Dunston
Cueva Dunston es una cueva ígnea en la Cordillera Norte (Northern Range) del país caribeño de Trinidad y Tobago. La cueva está situada en los terrenos del Centro Natural Asa Wright. Originalmente llamada Cueva del Guácharo (Guacharo Cave), pasó a llamarse «Cueva de Dunston» en el año 1972 en honor del ingeniero John Dunston. Las cuevas son el hogar de una colonia de Guácharos. Estas son las únicas aves nocturnas que comen frutas en el mundo. Se alimentan por la noche, navegando gracias a la ecolocalización de la misma forma que los murciélagos.